# Campionato europeo femminile di pallacanestro Under-18 2017
Il Campionato europeo femminile di pallacanestro Under-18 2017 (noto anche come FIBA EuroBasket Women Under-18 2017) si è svolto in Ungheria, a Sopron.

## Classifica finale
| Campione d'Europa | Campione d'Europa    | Campione d'Europa |
| ----------------- | -------------------- | ----------------- |
| Belgio            |                      |                   |
| Argento           | Serbia               |                   |
| Bronzo            | Francia              |                   |
| 4.                | Rep. Ceca            |                   |
| 5.                | Ungheria             |                   |
| 6.                | Spagna               |                   |
| 7.                | Slovenia             |                   |
| 8.                | Svezia               |                   |
| 9.                | Croazia              |                   |
| 10.               | Italia               |                   |
| 11.               | Russia               |                   |
| 12.               | Bosnia ed Erzegovina |                   |
| 13.               | Lettonia             |                   |
| 14.               | Lituania             |                   |
| 15.               | Turchia              |                   |
| 16.               | Grecia               |                   |